# Paraplectana multimaculata
Paraplectana multimaculata är en spindelart som beskrevs av Tord Tamerlan Teodor Thorell 1899. Paraplectana multimaculata ingår i släktet Paraplectana och familjen hjulspindlar. Inga underarter finns listade i Catalogue of Life.